# Tomasz Pajzderski
Tomasz Pajzderski (ur. 1864 w Jeżowie, zm. 19 listopada 1908) – polski architekt, w latach 1906–1908 prowadził Pracownię Sztuki Stosowanej w Warszawskiej Szkole Sztuk Pięknych, autor licznych realizacji w Wielkopolsce, znawca architektury gotyckiej i sakralnej.

## Życiorys
Ukończył studia w instytucie politechnicznym w Charlottenburgu (1890), następnie École des Beau-Arts. Pracował we Francji, a po 1895 roku, kiedy zdał pruski egzamin państwowy powołano go do pruskiego ministerstwa robót publicznych w Berlinie. Brał udział m.in. w wykończeniu muzeum Fryderyka III w Berlinie. Działał na własny rachunek, prowadząc biuro projektowe. Od 1903 roku przebywał w Warszawie.
Zmarł w Warszawie i pochowany został na cmentarzu ewangelicko-augsburskim na Powązkach.

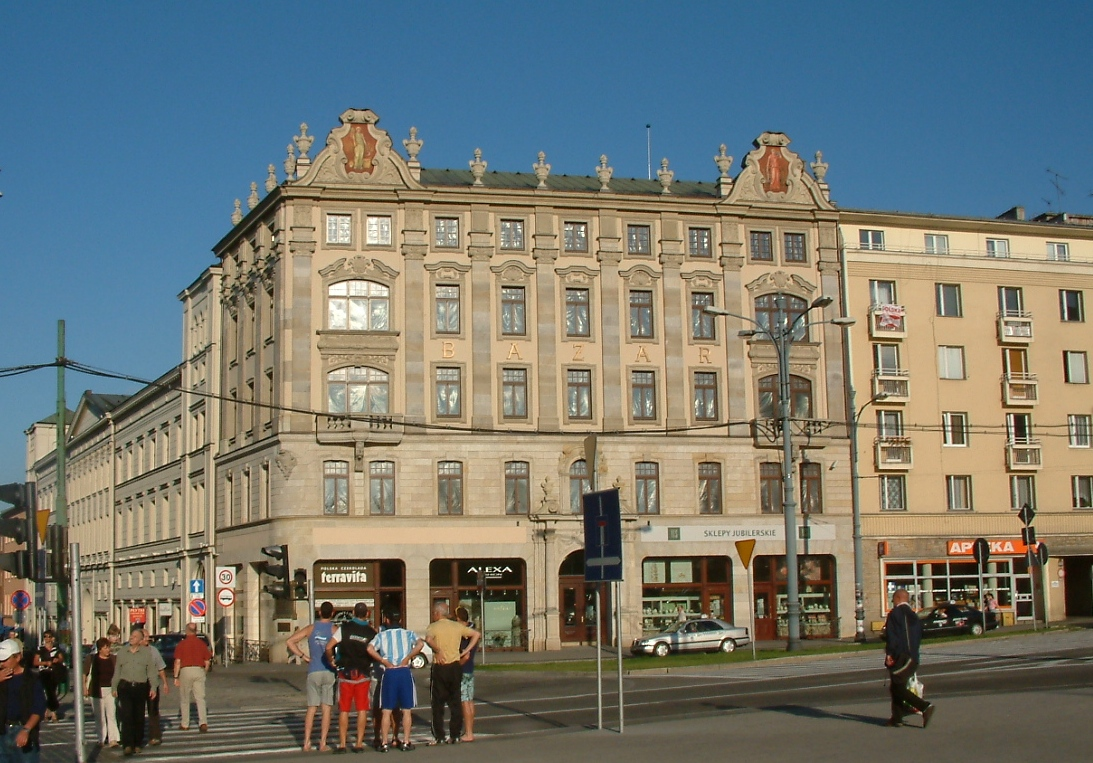
Hotel Bazar w Poznaniu

## Ważniejsze prace
- siedziba Banku Związku Spółek Zarobkowych SA w Poznaniu przy al. Marcinkowskiego 26 (1897–1899)
- kościół parafialny św. Elżbiety w Jutrosinie w stylu neoromańskim (1900–1902)
- kościół św. Stanisława Biskupa i Męczennika w Czeladzi[2] (projekt przed 1907)
- przebudowa kościoła św. Stanisława Biskupa (fary) w Brześciu Kujawskim w stylu neogotyckim, 1906–1908
- hotel Bast w Inowrocławiu w stylu eklektycznego neobaroku, 1901
- hotel Bazar w Poznaniu
- wnętrza pałacu w Lubostroniu w stylu klasycystycznym
- kościół parafialny pw. Narodzenia Najświętszej Marii Panny w Dobrej w stylu neobarokowym, 1905–1912
- kościół parafialny pw. św. Trójcy w Grabowie nad Pilicą w stylu neogotyckim,
- kościół Świętego Szymona i Świętej Heleny w Mińsku (tzw. czerwony kościół) (od 1905, architekt zmarł w trakcie nadzorowanej przez siebie budowy)